# Фокеев, Владимир Павлович
Владимир Павлович Фокеев (1 октября 1939, Пермь — 23 мая 1995) — советский хоккеист, нападающий. Мастер спорта СССР. Тренер.

## Биография
Обучался в пермском «Динамо», тренер Юрий Есенин. В январе 1958 года в Челябинске играл в зональном турнире молодёжных команд Свердловска, Перми, Челябинска и Новосибирска. Команда Перми проиграла все встречи, но 18-летний Фокеев привлёк внимание специалистов, его игру отметили газета «Советский спорт» и журнал «Спортивные игры». В команду мастеров СК им. Свердлова Фокеева пригласил тренер Виталий Костарев. Дебютировал через месяц в матче со свердловским «Спартаком», во втором периоде вышел один на один с вратарем и забил гол.
Запомнился умением контратаковать, обладал отличной стартовой скоростью и позиционным чутьём. Свой третий сезон в классе «А» закончил лучшим бомбардиром команды.
За 11 сезонов в «Молоте» провел 370 матчей, в восьми чемпионатах был капитаном.
Четырежды возглавлял «Молот»: сентябрь 1968 — 13 апреля 1977, 21 июля 1978 — 1 апреля 1981, 1 ноября 1984 — 13 мая 1985, 3 января 1991 — 27 ноября 1993.
Скончался 23 мая 1995 года в возрасте 55 лет.
С 1997 года в Перми стал проходить ежегодный юношеский хоккейный турнир памяти Фокеева.